# The Leaving Song Pt. 2
«The Leaving Song Pt. 2» es la segunda canción del álbum de AFI Sing the Sorrow. Es el segundo sencillo del álbum. Fue lanzada a la radio el 3 de junio de 2003 y alcanzó el puesto número 16 en la lista de Canciones Alternativas de EE. UU. y el puesto número 27 en Australia."

## Lista de canciones
1. «The Leaving Song» (Pt II)
2. «This Celluloid Dream» (Versión demo)
3. «Synthesthesia» (Versión demo)
4. «Girls Not Grey» (Versión video)